# Vermacarus armatus
Vermacarus armatus är en kvalsterart som beskrevs av Sandór Mahunka 1997. Vermacarus armatus ingår i släktet Vermacarus och familjen Microzetidae. Inga underarter finns listade i Catalogue of Life.